# Justizamt Hoym
Das Justizamt Hoym war 1812 bis 1847 eine Gerichts- und Verwaltungseinheit im Herzogtum Anhalt-Bernburg mit Sitz in Hoym.

## Geschichte

### Das Amt Hoym
Im Jahre 1718 entstand im Rahmen einer Erbteilung die Seitenlinie Anhalt-Bernburg-Schaumburg-Hoym. Erster Fürst war Fürst Lebrecht von Anhalt-Bernburg-Schaumburg-Hoym. Diese Nebenlinie war als Paragium ausgestaltet und Anhalt-Bernburg behielt die Landeshoheit. Fürst Lebrecht baute Schloss Hoym zu seinem Sitz aus. Die anhaltinischen Besitzungen waren im Amt Hoym zusammengefasst. Mit Fürst Friedrich zu Anhalt-Bernburg-Schaumburg-Hoym starb die Nebenlinie 1812 aus und das Amt Hoym fiel an das Herzogtum Anhalt-Bernburg.

### Das Justizamt Hoym
Ab 1810 wurden die landesherrlichen Verwaltungs- und Gerichtseinheiten in Anhalt-Bernburg einheitlich Justizamt genannt, entsprechend bildete das bisherige Amt Hoym nun das Justizamt Hoym. Es umfasste die Stadt Hoym und die Dörfer Frose und Reinstedt.
Das Justizamt war sowohl Gericht erster Instanz als auch Verwaltungsbehörde. Als Appellationsgericht diente die herzogliche Regierung in Bernburg.

### Neuorganisation 1849/50
Mit der Märzrevolution war eine umfassende Verwaltungs- und Justizreform verbunden. Die Trennung der Rechtsprechung von der Verwaltung wurde eingeführt und die Patrimonialgerichte abgeschafft. Die Verwaltungsaufgaben übernahmen die Kreisämter und die Gerichtsfunktionen die Kreisgerichte und Kreisgerichtskommissionen.
Für die Justiz entstand so das Kreisgericht Ballenstedt. Dieses war dem Oberlandesgericht Dessau in zweiter und dem Preußische Obertribunal als letzter Instanz nachgeordnet. Die Verwaltungsaufgaben übernahm das Kreisamt Ballenstedt.